# Хропине
Хропине (чеш. Chropyně) — місто в Чехії, в окрузі Кромержиж Злінського краю.

## Географія
Місто Хропине розташоване в окрузі Кромержиж, за 7 кілометрів на північний захід від міста Кромержиж, в Злінському краї. Географічно відноситься до області Гана, у східній Моравії, у басейні річки Морава, на захід від річки Моштенка. Площа Хропиного становить 1 904 га.

## Населення
| Рік  | Чисельність | Чисельність |
| ---- | ----------- | ----------- |
| 1869 | 2006        | [ 7 ]       |
| 1880 | 2381        | [ 7 ]       |
| 1890 | 2498        | [ 7 ]       |
| 1900 | 2890        | [ 7 ]       |
| 1910 | 3041        | [ 7 ]       |
| 1921 | 2953        | [ 7 ]       |
| 1930 | 2972        | [ 7 ]       |

| Рік  | Чисельність | Чисельність |
| ---- | ----------- | ----------- |
| 1950 | 2470        | [ 7 ]       |
| 1961 | 3137        | [ 7 ]       |
| 1970 | 3462        | [ 7 ]       |
| 1980 | 5021        | [ 7 ]       |
| 1991 | 5388        | [ 7 ]       |
| 2001 | 5256        | [ 7 ]       |
| 2011 | 4905        | [ 7 ]       |

| Рік  | Чисельність | Чисельність |
| ---- | ----------- | ----------- |
| 2014 | 5029        | [ 8 ]       |
| 2016 | 5009        | [ 9 ]       |
| 2017 | 4956        | [ 10 ]      |
| 2018 | 4915        | [ 11 ]      |
| 2019 | 4889        | [ 12 ]      |
| 2020 | 4853        | [ 13 ]      |
| 2021 | 4850        | [ 14 ]      |

| Рік  | Чисельність | Чисельність |
| ---- | ----------- | ----------- |
| 2021 | 4587        | [ 15 ]      |
| 2022 | 4749        | [ 16 ]      |
| 2023 | 4720        | [ 17 ]      |
| 2024 | 4668        | [ 18 ]      |
| 2025 | 4642        | [ 6 ]       |

| Рік  | Чисельність | Чисельність |
| ---- | ----------- | ----------- |
| 1869 | 2006        | [ 7 ]       |
| 1880 | 2381        | [ 7 ]       |
| 1890 | 2498        | [ 7 ]       |
| 1900 | 2890        | [ 7 ]       |
| 1910 | 3041        | [ 7 ]       |
| 1921 | 2953        | [ 7 ]       |
| 1930 | 2972        | [ 7 ]       |

| Рік  | Чисельність | Чисельність |
| ---- | ----------- | ----------- |
| 1950 | 2470        | [ 7 ]       |
| 1961 | 3137        | [ 7 ]       |
| 1970 | 3462        | [ 7 ]       |
| 1980 | 5021        | [ 7 ]       |
| 1991 | 5388        | [ 7 ]       |
| 2001 | 5256        | [ 7 ]       |
| 2011 | 4905        | [ 7 ]       |

| Рік  | Чисельність | Чисельність |
| ---- | ----------- | ----------- |
| 2014 | 5029        | [ 8 ]       |
| 2016 | 5009        | [ 9 ]       |
| 2017 | 4956        | [ 10 ]      |
| 2018 | 4915        | [ 11 ]      |
| 2019 | 4889        | [ 12 ]      |
| 2020 | 4853        | [ 13 ]      |
| 2021 | 4850        | [ 14 ]      |

| Рік  | Чисельність | Чисельність |
| ---- | ----------- | ----------- |
| 2021 | 4587        | [ 15 ]      |
| 2022 | 4749        | [ 16 ]      |
| 2023 | 4720        | [ 17 ]      |
| 2024 | 4668        | [ 18 ]      |
| 2025 | 4642        | [ 6 ]       |

## Історія
Перша письмова згадка про Хропине належить до 1261 року. 1457 року чеський король Їржі з Подєбрад продає Хропине Яну Луданицькому. У володінні роду Луданицьких Хропине залишалося до 1567 року. У цей час тут влаштувалася громада Чеських братів, які відкрили в Хропиному свою школу. У 1535 році імператор Священної Римської імперії Фердинанд I надав місту право ринку.
Після 1567 року Хропине багаторазово змінює феодальних господарів, поки у 1615 році його не отримує єпископ Оломоуцький. В результаті проведеної потім контрреформації (рекаталізації) школа Чеських братів у 1616 році була закрита, а потім перетворена на католицьку церковну школу. У 1643 році, під час Тридцятирічної війни, місто було спалено, у XIX столітті тут також було засвідчено 7 великих пожеж. Під час Другої світової війни було зайняте німецькими військами. Звільнене у травні 1945 року радянською армією.
У Чехословаччині Хропине отримало права міста у 1970 році.

## Відомі уродженці та жителі
- Еміль Філла (1882—1953) — чеський художник, графік і скульптор, один з найбільших представників чеського кубізму.